# Апа, Кей Джей
Ке́нети Джеймс Фи́цджеральд «Кей Джей» А́па (англ. Keneti James Fitzgerald «KJ» Apa; род. 16 июня 1997, Окленд, Новая Зеландия) — новозеландский актёр, певец и музыкант. Наиболее известен по роли Арчи Эндрюса в телесериале «Ривердейл» (2017 — н. в.).

## Ранние годы
Апа родился в Окленде, Новая Зеландия, в семье Кенети и Тессы Апа (урождённой Кэлландер). Его отец — самоанец и вождь деревни в Самоа; его мать имеет европейские корни. У него есть две старшие сестры. Прежде чем заняться актёрской карьерой, Апа обучался в Королевском колледже в Окленде.

## Карьера
С 2013 по 2015 год Апа снимался в новозеландской мыльной опере «Шортланд-стрит» в роли Кейна Дженкинса.
В 2016 году он был выбран на роль Арчи Эндрюса в подростковой телевизионной драме «Ривердейл». Поиски актёра на эту роль проходили по всему миру и заняли четыре месяца. В 2017 году Апа исполнил роль юного Итана Монтгомери в комедийно-драматическом фильме «Собачья жизнь». Его следующем проектом стал фильм «Чужая ненависть» (2018), где Апа заменил Киана Лоули.
В 2019 Апа сыграл одну из главных ролей в фильме «Наше последнее лето».

## Личная жизнь
C 2020 года состоял в отношениях с моделью Кларой Берри. В мае 2021 года пара объявила о том, что ждёт ребёнка. 23 сентября 2021 года у пары родился сын, которого назвали Саша Вай Кенети Апа.
В 2023 году пара рассталась.

## Фильмография

### Кино
| Год  | Русское название          | Оригинальное название | Роль                     | Примечания |
| ---- | ------------------------- | --------------------- | ------------------------ | ---------- |
| 2017 | Собачья жизнь             | A Dog’s Purpose       | Итан Монтгомери в юности |            |
| 2018 | Чужая ненависть           | The Hate U Give       | Крис                     |            |
| 2019 | Наше последнее лето       | The Last Summer       | Гриффин                  |            |
| 2020 | Верю в любовь             | I Still Believe       | Джереми Кэмп             |            |
| TBA  | Алтарь судьбы             | Altar Rock            | Нико                     |            |
| 2020 | Птица в клетке. Заражение | Songbird              | Нико                     |            |

### Телевидение
| Год         | Русское название | Оригинальное название | Роль          | Примечания                   |
| ----------- | ---------------- | --------------------- | ------------- | ---------------------------- |
| 2013-2015   | Шортланд-стрит   | Shortland Street      | Кейн Дженкинс | Постоянная роль, 46 эпизодов |
| 2016        | Тупик            | The Cul De Sac        | Джек          | 6 эпизодов                   |
| 2017 — 2023 | Ривердейл        | Riverdale             | Арчи Эндрюс   | Постоянная роль              |

## Награды и номинации
| Год  | Ассоциация            | Категория                                            | Номинированная работа | Результат | Прим.  |
| ---- | --------------------- | ---------------------------------------------------- | --------------------- | --------- | ------ |
| 2017 | Премия «Сатурн»       | Лучший молодой актёр или актриса в телесериале       | Ривердейл             | Номинация | [ 12 ] |
| 2017 | Премия «Сатурн»       | Актёрский прорыв                                     | Ривердейл             | Победа    | [ 13 ] |
| 2017 | Teen Choice Awards    | Лучший прорыв: актёр телесериала                     | Ривердейл             | Номинация | [ 14 ] |
| 2018 | MTV Movie & TV Awards | Лучший поцелуй (совместно с Камилой Мендес)          | Ривердейл             | Номинация | [ 15 ] |
| 2018 | Премия «Сатурн»       | Лучший молодой актёр или актриса в телесериале       | Ривердейл             | Номинация | [ 16 ] |
| 2018 | Teen Choice Awards    | Лучшая пара телесериала (совместно с Камилой Мендес) | Ривердейл             | Номинация | [ 17 ] |
| 2018 | Teen Choice Awards    | Лучший актёр драматического телесериала              | Ривердейл             | Номинация | [ 17 ] |